# 6/1/sfigato 2012
6/1/sfigato 2012 è il secondo singolo estratto dall'album Hanno ucciso l'Uomo Ragno 2012 del cantante italiano Max Pezzali, pubblicato il 20 luglio 2012.
Il brano è una nuova versione in chiave rap del singolo del 1992 6/1/sfigato, realizzata con la collaborazione dei Two Fingerz.

## Il brano
Il brano, come l'originale 6/1/sfigato, prende in giro la attitudine a volere essere di più di ciò che si è.

Parlando del brano, Max Pezzali ha detto: 
La canzone è stata utilizzata come sigla dell'edizione 2012 di Colorado.

## Video musicale
Il video ha per protagonista un nerd che si collega alla chat di facebook e inizia una conversazione con una bella ragazza. Dopo uno scambio di battute, la ragazza manda una propria foto al ragazzo che, vedendo la bellezza della ragazza, viene preso dal panico pensando di non essere all’altezza. Decide allora di modificare con photoshop una delle sue foto. A queste scene si alternano immagini di playback effettuato da Max Pezzali e dai Two Fingerz, circondati da una serie di comparse che indossano maschere dello stesso Max, di Barack Obama, Belén Rodríguez, George Clooney, Brad Pitt, Lady Gaga, Britney Spears e altri personaggi famosi. Nel frattempo si sovrappongono parti di video relative alla elaborazione con Photoshop della foto del nerd che si trasforma da "sfigato" a "figo", come avviene anche alle foto dei Two Fingerz e di Max Pezzali.
Il video viene presentato in anteprima il 2 agosto su Corriere.it e vede la partecipazione, oltre a Max Pezzali e ai Two Fingerz, di Fabrizio Urbani, cantante di una tribute band di Pezzali.

## Tracce
CD promozionale
1. 6/1/sfigato 2012 (feat. Two Fingerz) (Radio Edit) – 4:13

EP digitale
1. 6/1/sfigato 2012 (feat. Two Fingerz) (Radio Edit) – 4:13
2. Sempre noi (feat. J-Ax) (Roofio vs. Mastermind Remix) – 3:56
3. Sempre noi (feat. J-Ax) (Power Francers Remix) – 4:36
4. Sempre noi (feat. J-Ax) (DJ Shablo Remix) – 4:40
5. Sempre noi (feat. J-Ax) (Pierpa Remix) – 4:36
6. Sempre noi (feat. J-Ax) (Disco Fresco Remix) – 5:14